# Monastero di Gouverneto
Il monastero di Gouverneto  (in greco Μονή Γουβερνέτου) è un monastero greco-ortodosso nell'isola greca di Creta; è dedicato a Nostra signora degli angeli.

## Storia

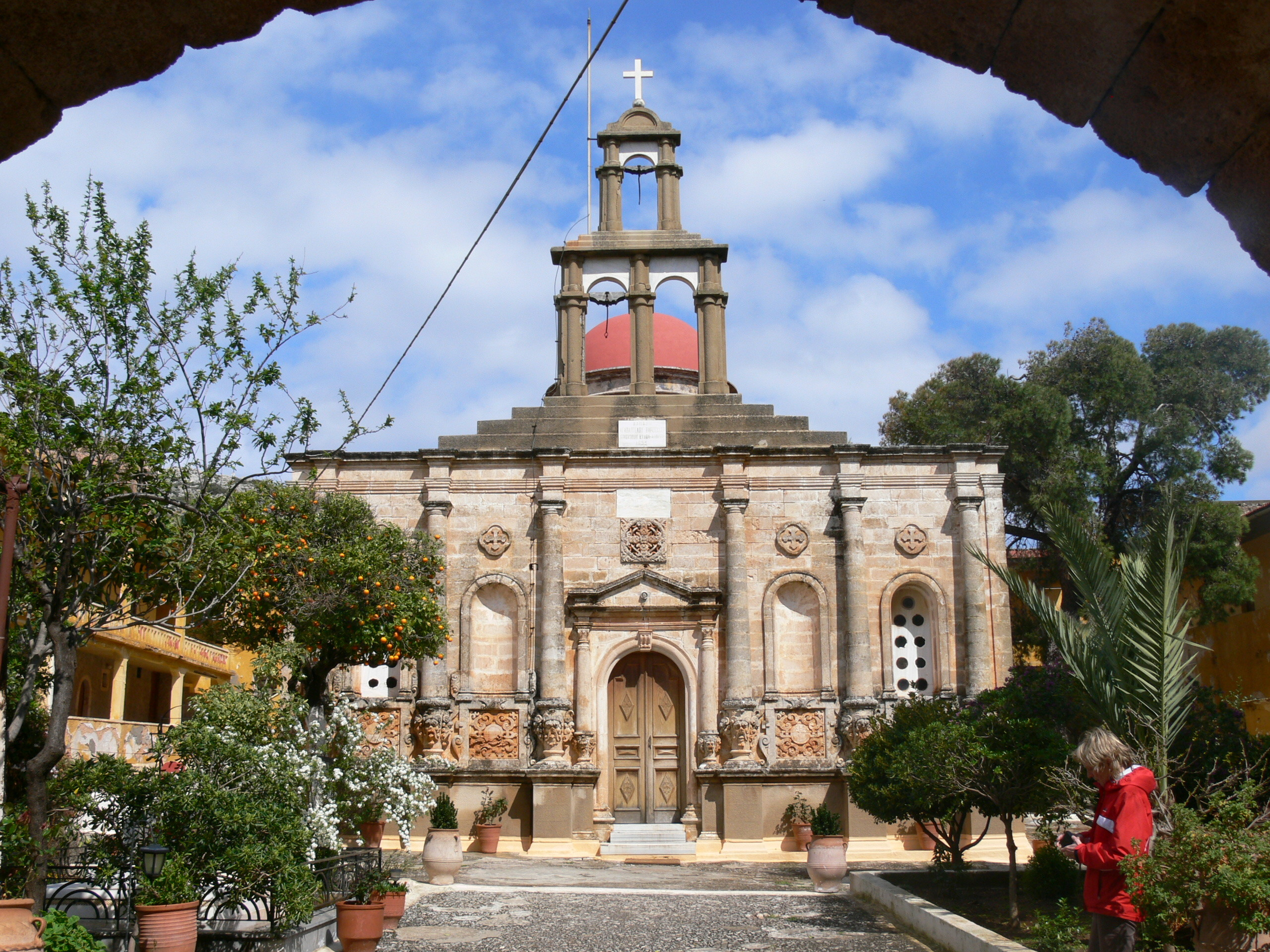
La facciata della chiesa vista dal portone d'ingresso

Il monastero risale al 1537 oppure, secondo altre fonti, al 1548. È considerato uno dei più antichi monasteri cretesi, e nel censimento del 1637, effettuato poco prima dell'invasione ottomana, a Gouverneto erano stati registrati 60 monaci, il che ne faceva uno dei maggiori dell'isola. I lavori di costruzione della chiesa, che erano iniziati nel periodo della dominazione veneziana, con l'occupazione ottomana subirono un forte rallentamento a causa delle limitazioni imposte dai nuovi dominatori. Durante la Seconda guerra mondiale le truppe di occupazione tedesche istituirono a Gouverneto un posto di guardia per controllare l'area circostante. In alcune parti del monastero, a partire dal 2005, sono in corso lavori di restauro effettuati dai monaci stessi. Il complesso monastico è soggetto a regole piuttosto severe tra le quali c'è il divieto di fumare e di scattare fotografie al suo interno; è chiuso alle visite il mercoledì e il venerdì.

## Caratteristiche

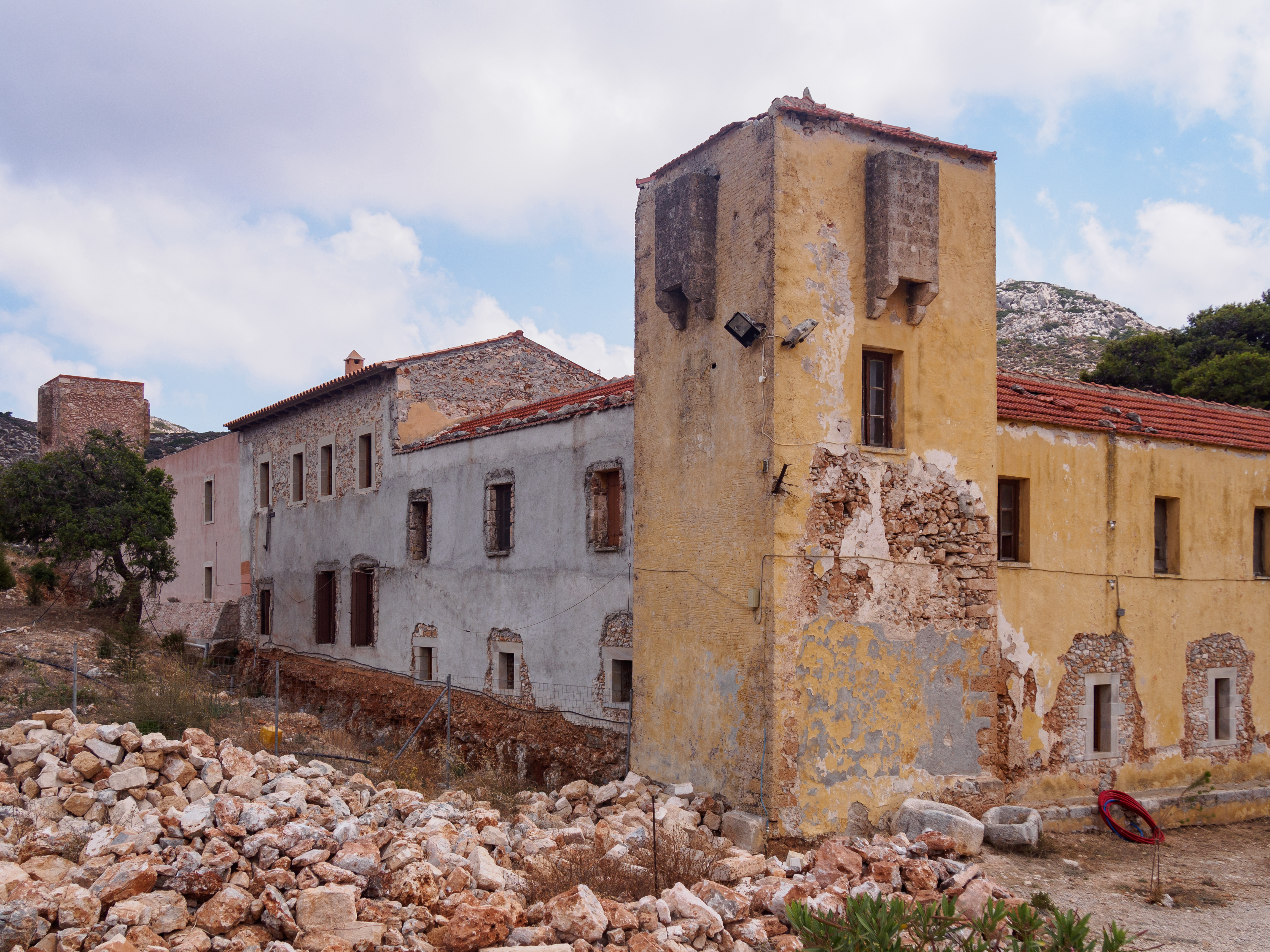
Una delle torri angolari

Il complesso monastico si trova nella penisola di Akrotiri(unità periferica di La Canea, Grecia). Ha l'aspetto di una fortezza veneziana dotata di torri angolari, con qualche posteriore influenza barocca. Solo due delle torri sono tuttora visibili dall'esterno, mentre quanto rimane delle altre può essere osservato dall'interno del cortile. Grossomodo il complesso monastico misura 40 x 50 metri e dispone di una cinquantina di celle per i monaci, disposte su due piani. Una delle caratteristiche architettoniche più notevoli del monastero sono i mostri in stile barocco scolpiti alla base delle colonne che ornano la facciata della chiesa. Il cortile interno è rettangolare ed è dominato dalla chiesa dedicata alla Vergine Maria, a pianta cruciforme e sormontata da una cupola. La sua facciata è in stile veneziano. Sul cortile si affaccia anche una cappella dedicata a San Giovanni l'Eremita, decorata con quelli che sono considerati tra i più antichi affreschi presenti a Creta. Sul lato occidentale della chiesa si trova il nartece. Una grotta chiamata Arkouditissa o Arkoudia si trova non lontana dal monastero; durante l'antichità vi si venerava la dea pagana Artemide. Sempre nei pressi del monastero si trova un monumento dedicato alle vittime della Seconda guerra mondiale.